# Atletismo nos Jogos Pan-Americanos de 1979 - 100 m masculino
A prova dos 100 m masculino nos Jogos Pan-Americanos de 1979 foi realizada em San Juan, Porto Rico.

## Medalhistas
| Ouro                    | Prata                            | Bronze                        |
| Silvio Leonard CUB Cuba | Harvey Glance USA Estados Unidos | Emmit King USA Estados Unidos |

## Resultados
| Posição           | Nome              | Nacionalidade      | Tempo | Notas |
| ----------------- | ----------------- | ------------------ | ----- | ----- |
| Medalha de ouro   | Silvio Leonard    | CUB Cuba           | 10.13 |       |
| Medalha de prata  | Harvey Glance     | USA Estados Unidos | 10.19 |       |
| Medalha de bronze | Emmit King        | USA Estados Unidos | 10.30 |       |
| 4                 | Nelson dos Santos | BRA Brasil         | 10.33 |       |
| 5                 | Rui da Silva      | BRA Brasil         | 10.41 |       |
| 6                 | Osvaldo Lara      | CUB Cuba           | 10.47 |       |
| 7                 | Rawle Clarke      | BAR Barbados       | 10.48 |       |
| 8                 | Desai Williams    | CAN Canadá         | 10.58 |       |